# Indiana Jones and the Infernal Machine
Indiana Jones and the Infernal Machine (укр. — «Індіана Джонс і Пекельна машина») — мульти-платформенна пригодницька відеогра по LucasArts випущена наприкінці 1999 року перша 3D партія в серії, її геймплей зосереджено на вирішенні головоломок, боротьби з ворогами. Історія, розказана встановлюється між подіями Індіана Джонс і Залізний Фенікс, Індіана Джонс і Королівство кришталевого черепа, авантюрист Індіана Джонс, проти Радянського Союзу. У гонці за міфологічним вавилонським джерелом живлення, він об'єднує сили з Центральним розвідувальним управлінням і збирає чотири частини пекельної машини, стародавнього пристрію, який нібито відкриває портал в інший вимір.
Назва була розроблена, написана і режисер Гал Барвуд, який вважав Індіана Джонс франшизи ідеально підходить для пригодницького жанру. Спочатку розроблений для операційних систем Windows 95 і 98, гра пізніше отримала вдосконалену Nintendo 64 порт, розроблений спільно з Factor 5, а також версію 2D для Game Boy Color, створений HotGen. Пекельна машина отримала в цілому позитивні відгуки, отримавши високу оцінку за його докладний сюжет і складний рівень конструкцій, хоча і широко критикували за її громіздкість схеми управління.

## Сюжет
Історія гри розгортається в 1947 році і зображує археолога і шукача пригод Індіана Джонса, який повертається до своєї роботи копання після його участі у Другій світовій війні. Софія Хапгуд, старий друг Індіані і тепер член Центрального розвідувального управління, відвідала його   на розкопках, в Canyonlands, і повідомляє йому, що росіяни викопують руїни Вавилона. Під керівництвом доктора Геннадія Володнікова, фізика зацікавленого в альтернативних вимірах, щоб знайти зброю могутніше атомної бомби, що дає їм певну перевагу в холодній війні.
Софія  разом з Індіана, щоб з'ясувати, що саме російські шукають, вирушає на їх місце розкопок в Королівстві Іраку. Там він з'єднується з босом Софії Саймоном Тернером і дізнається, що Володніков шукає вавилонського бога Мардука, який знаходиться на іншому літаку називається Aetherium (ефір). Глибоко в руїнах Етеменанки, Індіана переводить деякі древні таблички з клинописом, що пояснюють справжню історію позаду Вавилонської вежі: 2600 років тому, цар Навуходоносор II був натхненний Мардуком, щоб побудувати великий двигун, але перелякані вавилоняни відірвали вежу, щоб уникнути деяких частин цієї «Пекельної машини».
Індіана вирушає в подорож, щоб знайти ці частини машини і врешті-решт отримує всі чотири з них у монастирі в горах Казахської РСР, коло діючого вулкана Палаван в Республіці Філіппіни, у долині ольмеків в мексиканських Сполучених Штатах, і гробницю біля Мерое в пустелях англо-єгипетського Судану. Він потім зіткнувся з Володніковим і Тернером, які і вимагають, щоб він передав деталі. Недовірливі своїми колегами американцями, але вибір на користь меншого зла, він віддає частини Софії і Тернеру. Володніков каже, що це, ймовірно краще, бо Мардук би виклав свою помсту на тих, хто осквернив машину.
Стривожений, Індіана вирушає назад  в Вавилон, де знаходить і відкриває ворота, що ведуть ще далі в руїни, в серцевину пекельної машини. Він наздоганяє Софію і Тернера, останні з яких мають намір переконати інших співпрацювати зі Сполученими Штатами Америки, і використовує деталі машин для активації двигуна. Потім він штовхає Софію в містичну клітку як засіб відправки її в Aetherium як посла. Індіана не бачить іншого виходу, крім як вбити його, щоб повернути всі частини і врятувати її. Проте, активована машина і все йде шкереберть, і Індіана і Софію засмоктують в портал, який веде до іншого виміру. Там він перемагає злого Мардука і звільняє Софію з клітки. Втікши назад в Вавилон, команда зустрічає Володнікова, яким цікаво дізнатися, як вони зіткнулися з Богом, з іншого боку, заперечує Індіана. В ході подальшої розмови, радянський лікар виявляється набагато менше екстремістом, ніж передбачалося, і  всі три блукати до сходу сонця в пошуках гарної пляшкою горілки. Рівень бонуса побачити Індіана який повернувся до перуанському храму з моментом відкриття фільму Індіана Джонс: У пошуках втраченого ковчега, і йому знайти ще один золотий ідол в секретній кімнаті.

Індіана Джонс

## Персонажі
- Індіана Джонс (англ. Indiana Jones)
- Софія Хапгуд  (англ. Sophia Hapgood)
- доктора Геннадія Володнікова (англ. Dr. Gennadi Volodnikov)
- Саймон Тернер (англ. Simon Turner)

## Озброєння та спорядження
Список офіційно підтвердженої зброї в Indiana Jones and the Infernal Machine:
Пістолети
- Colt M1917
- Токарєва TT-33
- Mauser C96

Пістолети-кулемети
- ППШ-41

Рушниці
- Двоствольна рушниця
- Winchester Model 1897

Самозарядна зброя
- СКС

Холодна зброя
- Ніж
- Мачете

Ручні гранати
- Mk 1 і Mk 2

Ручний протитанковий гранатомет
- Panzerschreck — захоплені СРСР

Сумки на ремені Індіана Джонс
- Фляга
- Аптечка
- Запальничка

Інше
- Батіг
- Динаміт
- Лопата

## Відео
- Indiana Jones and the Infernal Machine [Архівовано 24 грудня 2019 у Wayback Machine.] в YouTube